# Marta Damkowski
Marta Damkowski, geborene Mathilde Luise Martha Bröker, auch Martha Damkowski (* 16. März 1911 in Stade; † 11. August 1982 in Hamburg) war eine Widerstandskämpferin gegen den Nationalsozialismus und sozialdemokratische Politikerin.

## Leben
Marta Bröker zieht 1912 mit ihren Eltern nach Wedel und besucht dort die Volksschule bis zur Konfirmation 1925. Beide Eltern waren in der Kommunalpolitik aktiv. Ihre Mutter Pauline Bröker geb. Roszek war zudem von 1924 bis 1933 Mitglied des Kreistages Pinneberg und aktives Mitglied der Arbeiterwohlfahrt. Marta, die seit 1923 als Mitglied der Reichsarbeitsgemeinschaft der Kinderfreunde angehörte, absolvierte nach der mittleren Reife eine kaufmännische Lehre und trat 1927 der Sozialistischen Arbeiterjugend (SAJ) und im Folgejahr aus Protest gegen den Panzerkreuzerbau aus dieser wieder aus und dem Internationalen Sozialistischen Kampfbund (ISK) bei.
Nach der Machtübernahme der NSDAP war Marta Damkowski 1933 bis zu ihrer Verhaftung 1937 an verschiedenen Orten in der Widerstandsarbeit des ISK aktiv. Nachdem Martha im Winter 1937/38 an einer Schulung für ISK-Mitglieder in Bad Tölz teilgenommen hatte, wurde sie nach ihrer Rückkehr von der Gestapo verhaftet. Sie kam ins Untersuchungsgefängnis am Alexanderplatz in Berlin, wo sie intensiv verhört wurde. Am 8. Dezember 1938 wurde sie vom Volksgerichtshof zu einer dreizehnmonatigen Haftstrafe unter dem Vorwurf der Vorbereitung zum Hochverrat verurteilt. Ihr ebenfalls im gleichen Prozess verurteilter Ehemann Herbert Damkowski, den sie am 31. Dezember 1940 in Wedel geheiratet hat, fiel 1944 als Soldat der Strafdivision 999 in Rumänien.
1945, nach der Befreiung vom Nationalsozialismus, trat Marta Damkowski der SPD bei, deren Frauensekretärin sie von 1946 bis 1949 war. 1947 wurde sie in die Hamburgische Bürgerschaft gewählt, welcher sie bis 1953 angehörte. Beruflich war sie Beamtin der damaligen Hamburger „Gefängnisbehörde“, zeitweise als Leiterin des Hamburger Frauengefängnisses auf Hahnöfersand.
Politisch engagierte sie sich weiterhin in der Frauenbewegung (so für eine Reform des § 218) und zu sozialpolitischen Fragen. Marta Damkowski gehörte zeitweise u. a. dem Bundesfrauenausschuss und dem Parteirat der SPD, dem Hamburger Landesvorstand der Arbeiterwohlfahrt an und war noch kurz vor ihrem Tod in der Arbeitsgemeinschaft sozialdemokratischer Frauen aktiv.
Ihr Sohn Wulf Damkowski ist Hochschullehrer und Politiker in Hamburg.

## Ehrungen

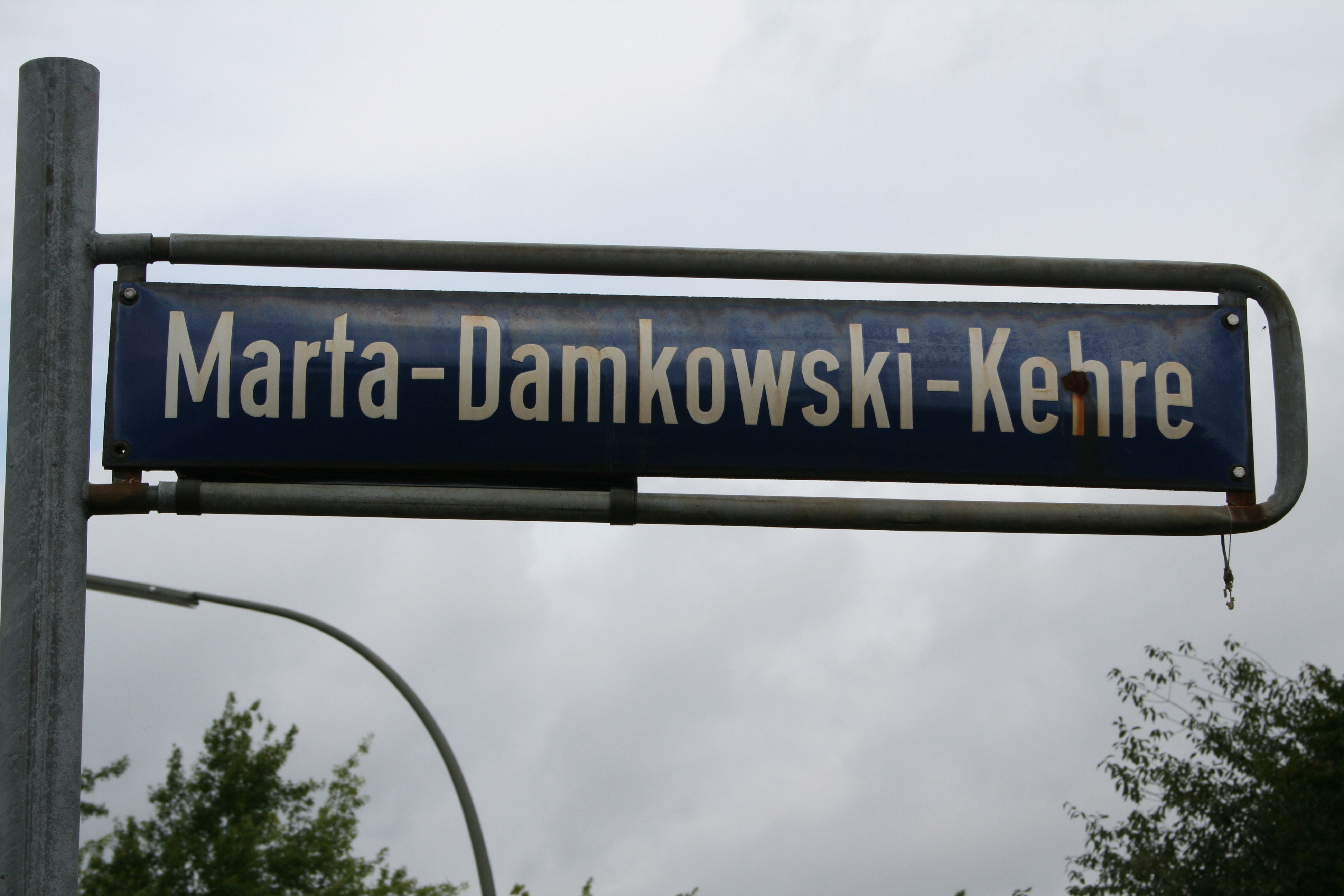
Nach Marta Damkowski benannte Straße

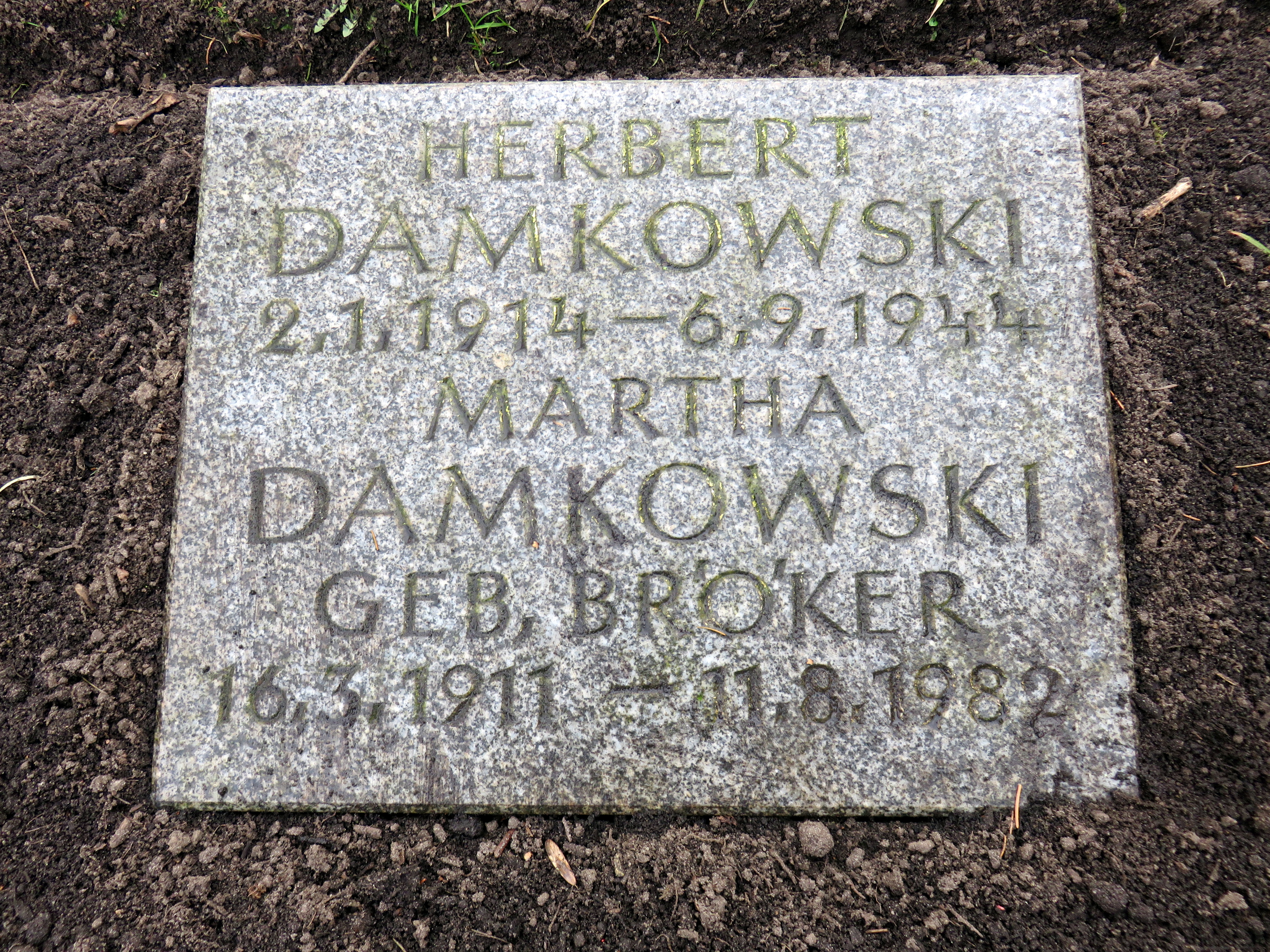
Kissenstein Marta Damkowski, Sophie-Scholl-Ehrenfeld auf dem Friedhof Ohlsdorf

Nach Marta Damkowski ist seit 1986 eine Straße in Hamburg-Neuallermöhe im Bezirk Bergedorf benannt.
Auf dem Ohlsdorfer Friedhof befindet sich im Bereich des Ehrenfeldes der Geschwister-Scholl-Stiftung im Planquadrat Bn 73 Nr. 342 für Marta Damkowski und ihren Ehemann ein Kissenstein.